# Tinodes utchunalinga
Tinodes utchunalinga is een schietmot uit de familie Psychomyiidae. De soort komt voor in het Oriëntaals gebied.